# Recenseador
O Recenseador é o responsável por fazer o trabalho da coleta de dados por meio de entrevistas com os moradores para o censo demográfico. Estando em contato direto com o público, ele representa o IBGE para a sociedade. A qualidade dos resultados que serão entregues para o país ao final da operação depende diretamente da qualidade do seu trabalho. O trabalho do Recenseador consiste em obter as informações junto aos moradores de uma determinada área, nos locais onde residem.
Como o censo acontece uma vez a cada dez anos, os recenseadores são contratados através de concurso público temporário só trabalhando durante a realização do censo, estes recebem um treinamento e atuam por todo o país.
Os dados coletados pelos recenseadores são de importância estratégica para o governo, porque através dele que é planejado as politicas públicas. 
Milhares de Recenseadores do IBGE, em todo o Brasil, vão às ruas em busca de informações de qualidade para a coleta do Censo Demográfico. Nesse processo, interagem com diferentes públicos, cada qual com suas características e peculiaridades.